# 손보기
손보기(孫寶基, 1922년 7월 7일~2010년 10월 31일)는 대한민국의 고고학자이다. 호는 파른이며, ‘한반도 구석기 연구의 아버지’로 불린다.

## 생애
1940년 휘문고보, 1943년 연희전문학교 문과를 졸업하였고, 서울대학교 문리대 사학과, 서울대학교 대학원 국사학과를 1회로 졸업하였다. 1964년에는 미국 캘리포니아대학교에서 국사학으로 박사학위를 받았다. 1964년부터는 연세대학교 교수로 재직하였고, 박물관 관장, 문과대학장, 한불문화연구소 소장 등을 역임하고, 1987년 퇴임하였다. 퇴임 후 한국선사문화연구소를 설립하여 선사문화에 관심을 가졌고 1992년부터 단국대학교 초빙교수로 시작하여 석좌교수로 재직하면서 한국민속학연구소 소장 및 석주선기념박물관의 관장을 맡았다. 2010년 10월 31일 오후 7시, 88세의 나이에 노환으로 세상을 떠났다.

## 기여 및 업적
1964년의 충남 공주 석장리 구석기 유적 발굴로 널리 알려졌다. 이 발굴로 한반도에 구석기시대가 존재했음을 처음으로 증명했다. 이로써 ‘일본을 앞서 한반도에 사람이 살고 있지 않았다’라는 일제 식민사학의 주장을 과학적이며 합리적으로 뒤집었다. 그 뒤 92년까지 12차례에 걸쳐 발굴과 조사 작업을 벌였다. 2009년, 손보기의 업적을 기리기 위한 ‘파른 손보기 기념관’이 공주 석장리에 문을 열었다.
1974년 ~ 1980년에는 충북 제천의 점말동굴유적을 발굴하였으며, 한자와 일본어 용어를 한국어로 대체하여 사용하는 등 대한민국 고고학에 업적을 남겼다.
1969년부터는 국립중앙도서관에서 구성한 고서위원회에 참여하였으며, 1945년 구입한 《규원사화》 고서에 대하여 1972년 11월 3일, 당시 국립중앙도서관 고서심의의원이었던 이가원(李家源), 임창순(任昌淳)과 함께 조선 중기에 씌여진 진본임을 확인하고 인증서를 작성하여 국립중앙도서관의 직인으로 인증하였다.
또한 1972년부터 직지심경이 금속활자로 인쇄된 것임을 주장하였고, 이듬해 활자를 연구한 공로로 독일 마인츠시에서 메달을 받는 등, 고인쇄술 연구에도 기여하였다.

## 저서 및 논문
저서
- 《한국의 고활자》(1971년)
- 《금속활자와 인쇄술》(1977년)
- 《세종대왕과 집현전》(1985년)
- 《세종시대의 인쇄출판》(1987년)
- 《한국 구석기학 연구의 길잡이》(1988년)
- 《석장리 선사 유적》(1993년)
- 《장보고와 청해진》(1996년)
- 《공부의 즐거움》(공저, 2006년)
- 《석장리 유적과 한국의 구석기 문화》(2009년)

논문
- 〈이조전기정치기구의 기능적 분석〉
- 〈석장리 자갈돌 찍개문화층〉
- 〈석장리 후기구석기시대 집자리〉
- 〈미국에 있어서의 광복운동〉
- 〈체질학상으로 본 한국사람의 뿌리〉

## 상훈
- 한국일보 출판문화상, 한국인쇄문화상
- 1976년 외솔상 문화부문[1]
- 1989년 성곡문화재단상
- 1990년 옥관문화훈장
- 1996년 제2회 용재학술상
- 2000년 세종대왕 기념사업회 세종성왕상
- 2003년 위암 장지연상

## 주해
1. ↑  ‘파른’은 ‘늘 푸르름’을 뜻한다.